# Piktorializm polski
Piktorializm fotograficzny w Polsce – nurt fotografii artystycznej nawiązujący do zapoczątkowanego w Anglii przed 1890 rokiem piktorializmu europejskiego. Stanowił w dwudziestoleciu międzywojennym oficjalny nurt fotografii, po wojnie stracił na znaczeniu, pod koniec XX wieku odkrywany w Polsce na nowo.

## Ważne daty
- 1900 – Pierwsza piktorialna wystawa na terenach polskich – Francuski Photo – Club prezentuje prace we Lwowie. Przebywający w tym czasie we Lwowie David uczy Henryka Mikolascha techniki gumowej.
- 1916 – pierwsza wystawa piktorialnych fotografii – zorganizowana przez Mariana Dederkę
- 2004 – (18 października) „Szlachetna fotografia” zbiorowa wystawa piktorialistów zorganizowana przez Tomasza Mościckiego – Stara Galeria ZPAF, Okręg Warszawski

## Ważne postacie
- Józef Świtkowski – jeden z pionierów techniki gumowej i fotografii piktorialnej, związany ze Lwowem.
- Henryk Mikolasch – jeden z pionierów barwnej fotografii, techniki gumowej i estetyki piktorialnej na ziemiach polskich, związany ze Lwowem.
- Jan Bułhak
- Tadeusz Cyprian
- Bolesław Gardulski
- Janina Mierzecka
- Konrad Pollesch
- Stanisław Woś
- Henryk Rogoziński – artysta uprawiający gumę jednowarstwową czarno-białą z zastosowaniem filtracji szczegółu i zziarniania
- Ryszard Zięckowski
- Janusz Górecki
- Grzegorz Gorczyński
- Maciej Kastner – założyciel i administrator forum alternatywnych technik fotograficznych na portalu gazeta.pl
- Jan Brzeski
- Lucjan Sagan
- Marian, Witold i Szymon Dederkowie
- Zbigniew Wielgosz
- Krzysztof Majchert – szkoła gumy warszawskiej
- Wiesław Zieliński, Mariusz Zieliński – szkoła gumy warszawskiej
- Cezary Chrzanowski
- Dorota Grausz
- Tomasz Grabiec
- Anna Wróbel
- Przemysław Barański
- Tomasz Mościcki – szkoła gumy wiedeńskiej
- Tadeusz Myśliński
- Tadeusz Wański

## Książki i czasopisma
- W. Dederko; Guma warszawska – fotograficzna technika chromianowa
- T. Cyprian; Specjalne techniki fotografii